# Goldflügelgimpel
Die Goldflügelgimpel (Rhynchostruthus) sind eine artenarme, lediglich drei Arten umfassende Gattung aus der Unterfamilie der Stieglitzartigen. Die Arten kommen ausschließlich auf der Arabischen Halbinsel sowie im Norden Somalias vor. Zwei Arten, Arabiengimpel (R. percivali) und Somaligimpel (R. louisae), stuft die IUCN als potentiell gefährdet (near threatened) ein. Die dritte Art, der Sokotragimpel (Rhynchostruthus socrotanus), gilt als in ihrem Bestand nicht gefährdet.

## Merkmale
Die Goldflügelgimpel sind mittelgroße, robust gebaute Singvögel. Sie werden gewöhnlich in Höhenlagen zwischen 1060 und 2800 Metern gefunden und besiedeln halbwüstenähnliche Gebiete. Der Schwerpunkt ihres Nahrungsspektrums sind die Samen und Früchte von Wacholder, Akazien und Wolfsmilch.
Goldflügelgimpel kennzeichnen sich durch einen geringfügigen Geschlechtsdimorphismus. Die Männchen sind grünlich braun bis graubraun. Sie haben eine dunkle Gesichtsmaske und weiße Wangen. Der Schnabel ist schwarz. Die Flügel sowie der Schwanz weisen kräftig gelbe Flecken auf. Die Weibchen sind grundsätzlich etwas matter gefärbt. Die Jungvögel sind grauer und haben ein etwas gestreiftes Gefieder. Ihnen fehlt noch die Gesichtsmaske der adulten Vögel.

## Systematik
Die taxonomische Einordnung dieser Gattung war lange nicht sicher. Der große Schnabel lässt eine Verwandtschaft mit asiatischen Kernbeißergattungen, wie etwa denen der Gattung Mycerobas, vermuten. Die Rufe und der Gesang erinnern dagegen an den Stieglitz oder den Grünfink. Auch die Grünfinken-ähnlichen, langsamen Balzflüge legen nahe, dass eine Verwandtschaft mit diesen bestehen könnte.  Neuere molekulargenetische Untersuchungen aus dem Jahr 2012 haben die Verwandtschaftsverhältnisse genauer aufgeschlüsselt und zeigen, dass die Goldflügelgimpel mit dem Weißflügelgimpel (Rhodospiza obsoleta) eine Klade innerhalb des Tribus Carduelini bilden, die tatsächlich das Schwestertaxon der Grünfinken der Gattung Chloris ist.

### Arten
Die folgenden drei Arten werden zu den Goldflügelgimpeln gerechnet:
- Sokotragimpel (R. socrotanus)
- Arabiengimpel (R. percivali)
- Somaligimpel (R. louisae)

## Belege